# Ильицино (Ярославская область)
Ильицино — деревня в Большесельском сельском поселении Большесельского района Ярославской области.

## Население
По данным статистического сборника «Сельские населенные пункты Ярославской области на 1 января 2007 года», в деревне Ильицино не числится постоянных жителей. По топокарте 1975 года в деревне проживало 9 человек.

## География
Деревня находится на восток от районного центра Большое Село, на юго-западной окраине Варегова болота. Она стоит на автомобильной дороге из Ярославля на Большое Село. На расстоянии около 3 км к западу от Ильицино, в сторону Большого Села, на дороге стоит деревня Арефино. На расстоянии около 3 км в противоположную сторону на дороге стоит деревня Варегово. К юго-западу от дороги, на расстоянии около 1 км от Ильицино стоит деревня Федотово.

## История
Деревня Ильицына указана на плане Генерального межевания Борисоглебского уезда 1792 года. В 1825 году Борисоглебский уезд был объединён с Романовским уездом. По сведениям 1859 года деревня относилась к Романово-Борисоглебскому уезду.